# キンダガートン・コップ2
『キンダガートン・コップ2』（原題：Kindergarten Cop 2）は、2016年製作のアメリカ合衆国のコメディ映画。ドン・マイケル・ポールが監督を務め、ドルフ・ラングレンが主演した。
1990年に公開されたアーノルド・シュワルツェネッガー主演の映画『キンダーガートン・コップ』の続編だが、繋がりのない作品となっている。
カナダのブリティッシュコロンビア州のメイプルリッジやラングリー、バンクーバーで2015年7月27日から8月24日までの28日間にわたり主要撮影が行われた。映画に使用された学校はカナカ小学校である。
本作は、米国では2016年5月17日にユニバーサル・ピクチャーズ・ホームエンターテイメントからDVDで発売された。

## キャスト
※括弧内は日本語吹替。
- ザック・リード - ドルフ・ラングレン（大塚明夫）

FBI捜査官
- ミシェル - フィオナ・ヴルーム
- アレクサンダー・ゾグ - アレクス・ポーノヴィッチ（英語版）（山野井仁）
- Valmir - Andre Tricoteux
- Agent Sanders - ビル・ベラミー（英語版）（宮内敦士）
- Miss Sinclaire - サラ・ストレンジ（英語版）
- オリヴィア - ダリア・テイラー（斎藤恵理）
- カウボーイ - Raphael Alejandro
- ジェットの母親 - Enid-Raye Adams
- セクシーママ - ジョディ・トンプソン（英語版）
- Katja - Rebecca Olson
- ジェット - Dean Petriw
- セクシーママ - Jenny Sandersson
- フェリシティ - Carolyn Adair
- Bernie the Hot Single Dad - Nicholas Carella
- Hal Pasquale - Michael P. Northey
- Jason Flaherty - Josiah Black
- SWAT隊長 - James Ralph
- モリー - Abbie Magnuson
- ハンナ - Tyreah Herbert
- Mr. Edwards - Blake Stadel

モリーの父親
- サイモン - Oscar Hartley（大地葉）
- Patience - Valencia Budjanto
- Tripp - William Budjanto
- Country Bar Bartender - Chris Violette (ノンクレジット)[要出典]
- Line Dancer - Tawny West (ノンクレジット)

## 製作
2015年6月1日、『キンダーガートン・コップ』の続編が企画され、アーノルド・シュワルツェネッガーが演じる刑事のジョン・キンブルは続投しないことと、『The Garden』や『奪還 DAKKAN -アルカトラズ-』を撮った映画監督のドン・マイケル・ポールが監督を務めることが報じられた。さらに、シュワルツェネッガー自身も、彼が演じたジョン・キンブル刑事が幼稚園の先生と警察官を正式に退職したことを発表した。
シュワルツェネッガーの代わりに、ドルフ・ラングレンが新キャラクターであるFBI捜査官のザック・リードを演じることになった。オリジナル作品の劇場公開から25周年となる2015年12月21日、『キンダーガーデン・コップ2』の最初の公式写真がAbout経由で公開された。

## 評価
レビュー収集サイトであるRotten Tomatoesでは、7本の批評レビューのうち29%が肯定的である。
Common Sense Mediaはこの映画に5点満点中2点をつけ、「FBIの男がかわいい子供たちと出会う陳腐なコメディ。それに、暴力や下品な言葉」と評価した。Consequence of SoundのRandall Colburnは、本作にD+をつけ、「『キンダガートン・コップ2』は結局、前作の亜流版に過ぎない」と書き、「脚本が悪いし、方向性が刺激的でない、悪役が退屈で、D・ラングレンはアーニーのようにコメディとアクションの間を行き来することはできていない」と指摘した。